# Fundamentalizm
Fundamentalizm – rygorystyczne trzymanie się zasad i norm wyznaczonych przez daną religię (fundamentalizm religijny), doktrynę polityczną (fundamentalizm polityczny) lub ideologię (np. fundamentalizm „światopoglądu naukowego” w komunizmie).